# Willy Mairesse
Willy Mairesse (Momignies, 1928. október 1. – Oostende, 1969. szeptember 2.) belga autóversenyző volt. A Formula–1-ben 1960-tól 1965-ig indult. 12 rajtjából mindössze kétszer ért célba, egyszer a 3., egyszer a 4. helyen.

## Karrierje
1953-ban kezdett el versenyezni és párhuzamosan töltötte pályafutását a sportautók és a Formula–1 világában. 1956-ban megnyerte a Liège-Róma-Liège versenyt. 1958-ban második lett a Reimsi 12 órás versenyen, 1960-ban harmadik helyen végzett a Nürburgringi 1000 km-es versenyen. Rivalizálása már korai éveiben kiéleződött honfitársával, Olivier Gendebiennel, majd amikor legyőzte őt az 1959-es autós Tour de France versenyen, az őt már egy ideje figyelő Ferrari le is csapott rá, és a következő évben már a maranellóiak F1-es autójában találta magát, ahol éppen Gendebien helyét vette át.
ugyanebben az évben bemutatkozott a Formula–1-ben is, a belga nagydíjon állt rajthoz egy Ferrarival, majd még két versenyen indult. Debütáló futamán, az 1960-as spái futamon a 12. helyre kvalifikálta magát, majd a futamon Chris Bristow-val csatázott, aminek végeredményeként a brit kicsúszott a pályáról és életét veszítette, majd ő is kiesett váltó hiba miatt. A francia nagydíj időmérő edzésén az 5. helyet szerezte meg, de  kiesett váltóhiba miatt. Az olasz nagydíjon a 3. rajthelyet szerezte meg, és körhátrányban ugyanebben a pozícióban fejezte be a versenyt a hármas győzelmet arató Ferrari utolsó tagjaként. A következő évben szintén 3 versenyen indult, de egyet sem tudott befejezni. 1962-ben már 4 versenyre nevezett, de a negyediken végül nem állt rajthoz. Belgiumban ő maga is nagyot bukott, miután a második helyért küzdve összeütközött Trevor Taylorral. Autója a Blanchimont-ban kicsúszva egy árokba borult és kigyulladt, Mairesse szerencséje pedig az volt, hogy még ez előtt kirepült a Ferrariból, és így komoly sérülések nélkül vészelte át a történteket. Ebben az évben karrierje során utoljára tudott célba érni, Olaszországban lett negyedik. A Le Mans-i 24 órás autóversenyen második helyezést ért el, és megnyerte a Targa Floriót. 1963-ban ismét 3 versenyen állt rajthoz, de mindegyiken kiesett, egy hét különbséggel megnyerte a Spa-Francorchampsi és a Nürburgringi sportautó-versenyt. Ebben az évben került a legközelebb a Le Mans-i győzelemhez. Vezető helyen állt, ám egyik tankolásánál üzemanyag fröccsent az autóra, ami lángra is kapott, miután visszatért vele a pályára újabb nagy baleset lett az eredménye, amelyen a belga égési sérüléseket szerzett. Ez sem akadályozta meg abban, hogy pár hónappal később ott legyen az F1-es Német Nagydíjon, ám a Nürburgringen már a verseny elején újabb nagy bukás részese volt, ami ezúttal egy mentős életét követelte, míg ő maga súlyos kartöréssel került kórházba.
Csak egy év kihagyás után tért vissza a versenyzéshez. 1964-ben megnyerte az Angolai Nagydíjat, majd egy évvel később a Spa-Francorchampsi 500 km-es versenyt. Nevezett a Formula–1-es belga nagydíjra, de végül nem indult el. Ezután pedig már csak a sportautókra összpontosított. 1966-ban ismét megnyerte a Targa Floriót és a rákövetkező évben pedig harmadik lett Le Mans-ban. 1968-ban a 24 órás versenyen viszont tovább hajszolta a győzelmet, ez a futam azonban sorsdöntőnek bizonyult életében. Egy Ford GT40 volánjánál ült, ám az autó ajtaja lerepült a Mulsanne egyenesben, Mairesse pedig emiatt elveszítette a kontrollt a járgány felett és ijesztő balesetet szenvedett, amelynek következtében kómába esett. Két hónap után magához tért és visszamehetett otthonába, de fizikálisan és mentálisan sohasem épült fel teljesen. A következő év szeptember 2-án pedig holtan találták oostendei otthonában, miután túladagolta magát nyugtatóval.

## Eredményei

### Teljes Formula–1-es eredménylistája
(Táblázat értelmezése)

(Félkövér: pole-pozícióból indult; dőlt: leggyorsabb kört futott) 

| Év   | Csapat                 | 1      | 2      | 3      | 4      | 5      | 6      | 7     | 8      | 9     | 10  | Helyezés | Pont |
| ---- | ---------------------- | ------ | ------ | ------ | ------ | ------ | ------ | ----- | ------ | ----- | --- | -------- | ---- |
| 1960 | Scuderia Ferrari       | ARG    | MON    | IND    | NED    | BEL Ki | FRA Ki | GBR   | POR    | ITA 3 | USA | 15.      | 4    |
| 1961 | Ecurie Nationale Belge | MON    | NED    | BEL Ki |        |        |        |       |        |       |     | –        | 0    |
| 1961 | Team Lotus             |        |        |        | FRA Ki | GBR    |        |       |        |       |     | –        | 0    |
| 1961 | Scuderia Ferrari       |        |        |        |        |        | GER Ki | ITA   | USA    |       |     | –        | 0    |
| 1962 | Scuderia Ferrari       | NED    | MON Ki | BEL Ki | FRA    | GBR    | GER    | ITA 4 | USA NI | RSA   |     | 14.      | 3    |
| 1963 | Scuderia Ferrari       | MON Ki | BEL Ki | NED    | FRA    | GBR    | GER Ki | ITA   | USA    | MEX   | RSA | –        | 0    |
| 1965 | Scuderia Centro Sud    | RSA    | MON    | BEL NI | FRA    | GBR    | NED    | GER   | ITA    | USA   | MEX | –        | 0    |